# Crêpe de chine

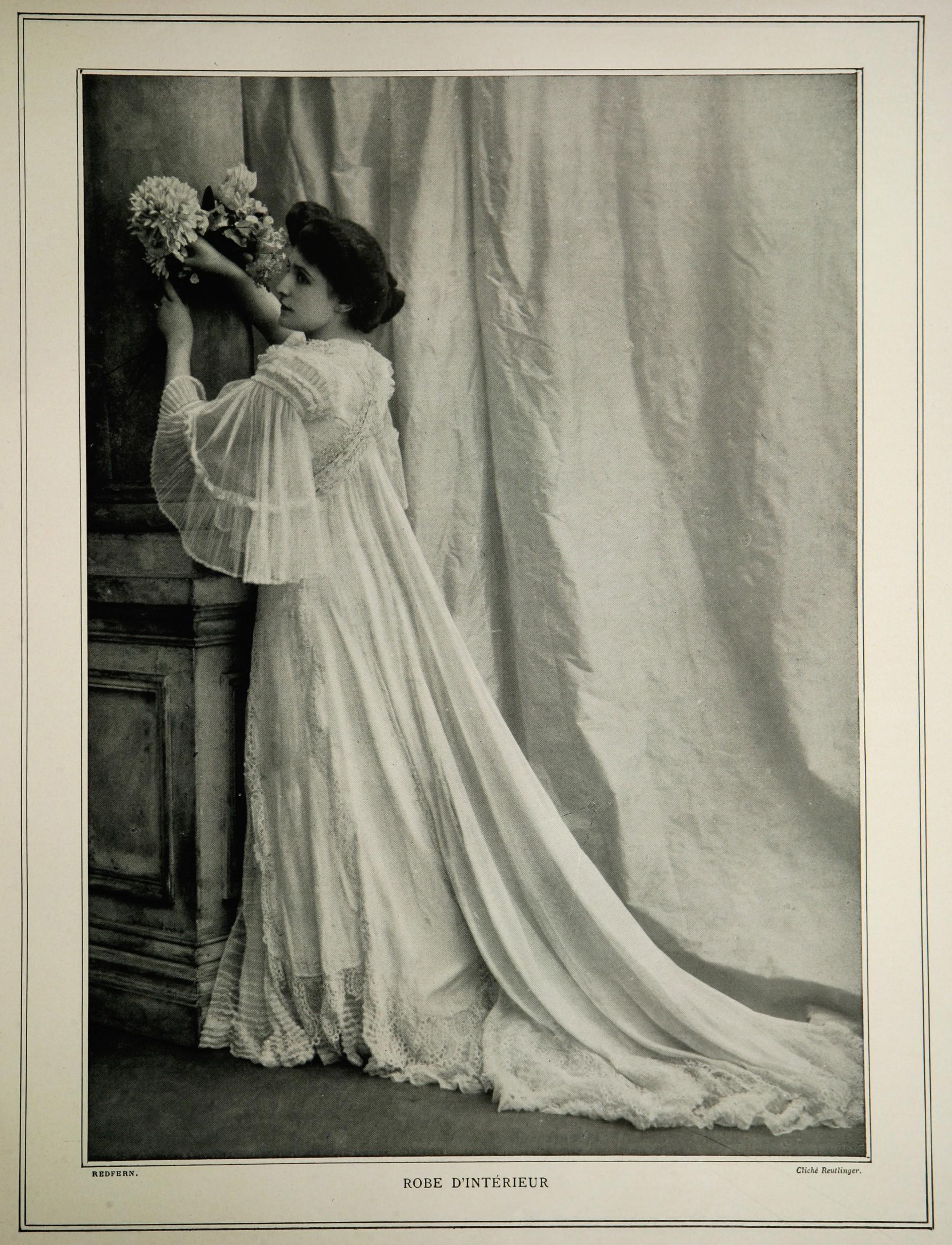
Klänning i crêpe de chine.

Crêpe de chine (franska "kräpp från Kina") är ett lövtunt, genomskinligt tyg i natursiden. Den har en rå, lätt kornig yta. Crêpe de chine används främst till blusar, klänningar och foder.